# Virgil Moise
Virgil Moise (n. 4 decembrie 1934, Călimănești, județul Vâlcea – d. 5 august 1998, București) a fost un pictor si scenograf român.

## Biografie
A absolvit Institutul de Arte Plastice „Nicolae Grigorescu”, București unde îl are printre alții ca profesor pe Camil Ressu.
Membru în Uniunea Artiștilor Plastici din România participă între anii 1964 și 1993 la peste 20 de expoziții colective de pictură și peste 10 expoziții personale..
Expoziții personale: 
- 1973- Moscova
- 1974- București
- 1976- Galeria "Tribuna", Cluj
- 1980- Galeria "Eforie", București
- 1982- "Top Floor Gallery", Harrogate, Anglia
- 1983-"Căminul Artei", București
- 1988 Galeria UAP, Râmnicu Vâlcea
- 1987, 1990, 1993- Galeria Orizont, București
A pictat pe întreaga perioadă a vieții în ulei, tempera, acuarelă - compoziții, peisaje rustice și citadine, portrete de personalități, natură statică, schițe în tuș, cărbune, creion, pastel.
A făcut ilustrații în tuș pentru revistele Tribuna - Cluj, și România literară- București, între 1970-1971, precum și la volumul "Omagiu lui Constantin Brâncuși- 1976"
Lucrări ale sale se găsesc în colecții particulare din România, Anglia, Franța, Belgia, Germania, SUA, Japonia, Brazilia, Venezuela..

## Distincții
- Premiul pentru scenografie al Festivalului de la Moscova din 1975 pentru filmul Actorul și sălbaticii[3]
- Premiul Asociației Cineaștilor din România pentru filmul Bietul Ioanide[4] în anul 1980.

## Filmografie

### Scenograf
- Setea (1961) – asistent decoruri
- Un surîs în plină vară (1964)
- Dragoste la zero grade (1964) – în colaborare cu Liviu Popa
- La porțile pămîntului (1966)
- Fantomele se grăbesc (1966) – designer producție
- Maiorul și moartea (1967)
- Balul de sîmbătă seara (1968)
- Canarul și viscolul (1970)
- Printre colinele verzi (1971) – designer producție
- Astă seară dansăm în familie (1972)
- Capcana (1974)
- Păcală (1974)
- Actorul și sălbaticii (1975) – Premiul pentru scenografie al Festivalului de la Moscova din 1975
- Filip cel bun (1975)
- Orașul văzut de sus (1975)
- Cercul magic (1975)
- Operațiunea Monstrul (1976)
- Tufă de Veneția (1977)
- Acțiunea „Autobuzul” (1978)
- Mai presus de orice (1978)
- Bietul Ioanide (1980) – Premiul ACIN din 1980

### Creator de costume
- La porțile pămîntului (1966) – împreună cu Ecaterina Iliescu
- Balul de sîmbătă seara (1968) – împreună cu Florica Mălureanu
- Asediul (1971)
- Astă seară dansăm în familie (1972) – împreună cu Dimitrie Ivancenco
- Capcana (1974)
- Cercul magic (1975)